# Rhododendron fuchsiifolia
Rhododendron fuchsiifolia är en ljungväxtart som beskrevs av H. Lév. Rhododendron fuchsiifolia ingår i släktet rododendron, och familjen ljungväxter. Inga underarter finns listade i Catalogue of Life.